# Východní Krušné hory
Das europäische Vogelschutzgebiet Východní Krušné hory (deutsch: Osterzgebirge) liegt in Nordböhmen in Tschechien. Das etwa 164 km² große Vogelschutzgebiet umfasst das Plateau des östlichen Teils des tschechischen Erzgebirges zwischen dem Grenzübergang Deutscheinsiedel und Tisá. Das Gebiet liegt unmittelbar an der deutsch-tschechischen Grenze. Das dünn besiedelte Gebiet ist überwiegend bewaldet, wobei großflächige Fichtenforste dominieren. Die Senken des Hochplateaus sind teilweise vermoort, in einigen Senken bilden sich Kaltluftseen.
An das Gebiet grenzen mehrere weitere Vogelschutzgebiete unmittelbar an: Im Osten wird es durch das Vogelschutzgebiet Labské pískovce weitergeführt, auf deutscher Seite durch die Vogelschutzgebiete Erzgebirgskamm bei Deutscheinsiedel, Waldgebiete bei Holzhau, Weißeritztäler, Kahleberg und Lugsteingebiet, Fürstenau und Osterzgebirgstäler ergänzt. Insgesamt ist es damit Teil eines deutlich größeren zusammenhängenden Schutzgebietskomplexes innerhalb des Natura-2000-Netzwerks.
Das Gebiet wurde insbesondere für das Birkhuhn gemeldet. Darüber hinaus kommen elf weitere Arten des Anhangs I der Vogelschutzrichtlinie und eine Reihe weiterer Vogelarten im Gebiet vor.

## Schutzzweck
Folgende Vogelarten sind für das Gebiet gemeldet; Arten, die im Anhang I der Vogelschutzrichtlinie geführt sind, sind mit * gekennzeichnet:
| Bild     | Anhang I | EU Code | Art      | wissenschaftlicher Name |
| -------- | -------- | ------- | -------- | ----------------------- |
| Birkhuhn | *        | A107    | Birkhuhn | Tetrao tetrix           |